# 八木沼健夫
八木沼 健夫（やぎぬま たけお、1916年（大正5年）2月2日 - 1995年（平成7年）4月5日）は、日本の生物学者。クモの研究（クモ学）を専門とし、日本蜘蛛学会の会長を務めた。

## 来歴
大阪市南区（現・浪速区）に生まれる。旧制大阪府立堺中学校（現・大阪府立三国丘高等学校）から大阪府天王寺師範学校（現・大阪教育大学）に進み、本科第1部を卒業する。
1952年に東亜蜘蛛学会（現・日本蜘蛛学会）関西支部が設立されたときには、支部事務所は八木沼の自宅に置かれた。さらに、1954年には学会の本部が八木沼の在職していた追手門学院大学に移設される。
1961年、「蜘蛛の分類学的研究」により、北海道大学より理学博士の学位を取得した。
1970年に東亜蜘蛛学会の代表代行となり、1972年から1987年まで会長を務めた（八木沼が退任後の1988年に「日本蜘蛛学会」に改称）。
1990年、勲四等瑞宝章に叙される。
追手門学院大学教授を退職後の1995年に死去した。所蔵していたクモの標本コレクションは、大阪市立自然史博物館で保存されている。

## 主な著書
- （編著）『クモの世界を探る』朝日新聞社<アサヒ写真ブック29>、1956年
- 『原色日本蜘蛛類大図鑑』保育社、1960年
- （共著）『おかあさんおしえて 子どもの疑問に答える科学365話』ひかりのくに昭和出版、1969年
- 『クモの話 - よみもの動物記-』北隆館、1969年
- 『クモの観察と研究』ニュー・サイエンス社<グリーンブックス〈13〉>、1975年